# 亨利·欧文
亨利·歐文爵士（Sir Henry Irving，1828年2月6日—1905年10月13日），原名約翰·亨利·布罗德里布（John Henry Brodribb），又叫J·H·歐文（J. H. Irving），是維多利亞時代的一位英格蘭舞台劇演員，蘭心劇院主管。1895年，他成為了英國第一個獲封騎士的演員。
他是德古拉的原型之一，而《德古拉》的作者布莱姆·斯托克曾在他的手下工作。

## 生平
歐文出生於英國薩默塞特郡肯因頓曼德維爾（Keinton Mandeville）的一個工人家庭，他在康沃爾郡哈爾斯鎮（Halsetown）的姑姑家度過了童年， 曾參加當地卫理公会的唱詩班。年輕時，他曾在一家律師事務所工作，在看到塞繆爾·菲爾普斯演出的哈姆雷特之後決定學戲。1856年，他到桑德蘭的一家劇院工作。1871年，他靠演出《鐘聲》（The Bells）一劇一舉成名。
他在1869年7月15日与佛羅倫薩·奥凯拉格汉（Florence O'Callaghan）結婚，但他事業心過重，就在《鐘聲》首演之夜，已懷上第二個孩子的佛羅倫薩和他大吵一架。他憤而下了馬車，就此離開了妻子。但他們兩人並未離婚，他們的孩子長大之後改善了和父親的關係。

### 對德古拉的影響
1878年，布莱姆·斯托克開始在蘭心劇院工作，布萊姆·斯托克很崇拜歐文，但歐文是個以自我為中心的人，喜歡在他的追隨者中間挑起矛盾，以維持他們對自己的依賴。他是《德古拉》小說中德古拉的主要原型。

## 擴展閱讀
- Chisholm, Hugh (编). .  (第11版). London: Cambridge University Press. 1911.
- Beerbohm, Max. 1928. 'Henry Irving' in A Variety of Things. New York, Knopf.
- Holroyd, Michael. 2008. A Strange Eventful History, Farrar Straus Giroux, ISBN 0-7011-7987-2
- Irving, Laurence. 1989. Henry Irving: The Actor and His World. Lively Arts. ISBN 0-86287-890-X
- Wilman, George, , , London: Griffith and Farran: 1–14, 1882  [2019-10-23], （原始内容存档于2013-06-06）

## 外部連接
- The Irving Society （页面存档备份，存于）
- The Henry Irving Foundation （页面存档备份，存于）
- NY Times article that includes information about Irving's American tour and the lease of the Lyceum to the American company at the same time （页面存档备份，存于）
- My First "Reading" by Henry Irving, an article written by Irving about a personal experience （页面存档备份，存于）
- Henry Irving North American Theatre Online with bio and pics

- Henry Irving的作品  - 古騰堡計劃
- 互联网档案馆中亨利·欧文的作品或与之相关的作品